# Alexandre Anselmet
Alexandre Anselmet (Chambéry, 11 aprile 1980) è un ex sciatore alpino francese specialista dello slalom speciale.

## Biografia
Originario di Bonneval-sur-Arc, in alta Moriana, ed entrato nel giro della nazionale a metà anni 1990, Anselmet esordì in Coppa Europa il 25 gennaio 1998 a Les Menuires in supergigante (87º). Specializzatosi nello slalom speciale, nel marzo dell'anno seguente colse il primo importante risultato della carriera: ai Mondiali juniores di Pra Loup vinse infatti la medaglia di bronzo, piazzandosi alle spalle di Massimiliano Blardone e Kurt Engl.
In Coppa del Mondo esordì ad Aspen il 25 novembre 2001, senza qualificarsi per la seconda manche; conquistò i primi punti nel circuito il 6 gennaio 2002, con il 26º posto ottenuto ad Adelboden. In Coppa Europa conquistò il primo podio il 18 marzo 2006 ad Altenmarkt-Zauchensee (2º), mentre il 3 dicembre successivo entrò per l'unica volta in carriera nei primi dieci in una gara di Coppa del Mondo, con la 7ª piazza a Beaver Creek. Nel 2007 e nel 2009 fu chiamato a rappresentare il suo Paese ai Campionati mondiali, ma in entrambe le occasioni non concluse la prova.
Il 3 dicembre 2009 ottenne a Val Thorens l'ultimo podio in Coppa Europa (3º) e il 31 gennaio 2010 prese il via in Coppa del Mondo per la 58ª e ultima volta, a Kranjska Gora senza completare la prova. Si ritirò al termine di quella stessa stagione 2009-2010 e la sua ultima gara in carriera fu lo slalom speciale dei Campionati francesi 2010, disputato il 21 marzo a Les Menuires e non completato da Anselmet.

## Palmarès

### Mondiali juniores
- 1 medaglia:
  - 1 bronzo (slalom speciale a Pra Loup 1999)

### Coppa del Mondo
- Miglior piazzamento in classifica generale: 91º nel 2007

### Coppa Europa
- Miglior piazzamento in classifica generale: 34º nel 2009
- 4 podi:
  - 3 secondi posti
  - 1 terzo posto